# Уверхангай
Уверхангайський аймак, також Уверхангай (монг.: Өвөрхангай аймаг) — аймак у центральній Монголії, центр — місто Арвайхер, розташоване на відстані 420 км від Улан-Батора. Територія аймаку складає 62900 км кв, населення 118400 чол., щільність — 1,83 чол на 1 км кв., аймак було створено у 1931 році, він складається з 19 сомонів.

## Адміністративний поділ
| №п/п | сомон             | Територія тис. км кв | Населення | Центр             |
| 1    | Баруун баян улаан | 3,9                  | 2700      | Баруун баян улаан |
| 2    | Бат улзийт        | 2,4                  | 5200      | Увт               |
| 3    | Баян ундур        | 3,2                  | 5100      | Бумбат            |
| 4    | Баянгол           | 3,5                  | 5100      | Ширее             |
| 5    | Богд              | 10,5                 | 5900      | Кобдо (Ховд)      |
| 6    | Бурд              | 2,6                  | 4500      | Онгон             |
| 7    | Гучин ус          | 4,7                  | 3600      | Аргуут            |
| 8    | Есонзуйл          | 2,2                  | 3300      | Мунхбулаг         |
| 9    | Зуунбаян улаан    | 2,7                  | 6000      | Баян Улан         |
| 10   | Нарийн теел       | 2,7                  | 4300      | Цагаан овоо       |
| 11   | Сант              | 2,6                  | 4500      | Майхан            |
| 12   | Тарагт            | 3,5                  | 6500      | Хуремт            |
| 13   | Тугрик (Тегрег)   | 5,46                 | 4500      | Хоолт             |
| 14   | Ульзийт           | 1,9                  | 3800      | Сангийн           |
| 15   | Уянга             | 3,1                  | 8000      | Онги              |
| 16   | Хархорін          | 2,3                  | 14500     | Хархорін          |
| 17   | Хужирт            | 1,7                  | 9500      | Хужирт            |

## Економіка
На території аймаку розташовано вугільне родовище Баянтеег, яке було відкрито у 1961 році. Загальні запаси складають 29 млн тонн, однак 4 з них вже видобуто. Планується збудувати теплову електростанцію потужністю в 40 мВт.

## Пам'ятки
Аймак є багатий пам'ятками історії та культури.
- Поруч з трасою Улан-Батор — Арвайхеер, приблизно в 15 км на схід від шосе поруч з населеним пунктом Бурд знаходиться географічний центр Монголії, який відзначений кам'яним обеліском (N46 52 E103 50).
- Монастир Ердене-Зуу, один з найдавніших монастирів, який зберігся до сьогодні. Він був збудований на місці колишньої столиці Монгольської імперії XIII століття Карокорума, яка була заснована Чингісханом у 1220 році.
- Музей Хархорум
- Монастир Шанх — у 1647 році заснований як кочівний, 1787 року зафіксував своє становище поблизу гори Шанх. У 1990 році від монастиря залишилось кілька напівзруйнованих будівель, тепер він реставрується.
- Хужирт — лікувальний санаторій на висоті 2660 метрів над рівнем моря.
- Водоспад на притоці річки Орхон — найвідоміший водоспад у Монголії. Ширина 12 метрів, висота — 24 метри.
- Монастир Товхон розташований на скелі висотою 20 метрів, яка є його фундаментом.
- Наскельні малюнки в місцевості Палу (N45 26,651 E 102 09,970, висота над рівнем моря 1697 м, 25 км від Гучин ус). Вік малюнків близько 13 тисяч років. Координати другої групи малюнків N45 25,855 E102 08,434, висота над рівнем моря 1672 м.

### Основні пам'ятники долини річки Орхон
- Хархорін — місто та однойменний сомон, які є в долині річки Орхон є частиною Всесвітньої спадщини входячи в Культурний ландшафт долини річки Орхон.
- Тюркські надгробні пам'ятники датуються VIII століттям з орхонськими рунічними написами — основні збережені артефакти імперії кок тюрків.
- Руїни міста Хара-Балгас, столиці Уйгурського каганату (VIII–IX століття)
- Руїни столиці Чингісхана Карокорума.